# Abdulla Shahid
Abdulla Shahid, (divehi: ޢަބްދުﷲ ޝާހިދު) född 26 maj 1962, är en maldivisk politiker. Han är sedan den 14 september 2021 FN:s generalförsamlings president.